# Roche roche
Roche roche là một loài nhện trong họ Ochyroceratidae. Loài này phân bố ở Seychelles.